# Радикална партия на левицата
Радикалната партия на левицата (на френски: Parti Radical de Gauche) е лявоцентристка социаллиберална политическа партия във Франция.
Основана е през 1972 година, когато се отделя от Радикалната партия, водещата лявоцентристка партия в страната до средата на 20 век. Макар че запазва местно влияние в някои области в южната част на страната, след 1982 година Радикалната партия на левицата е близък съюзник на Социалистическата партия и присъствието ѝ в парламента до голяма степен се дължи на изборни споразумения със социалистите.
След президентските избори през 2012 година партията влиза в доминираното от социалистите правителство на Жан-Марк Еро, а на изборите през юни същата година получава 12 места в долната камара на парламента.